# Marco Mian
Marco Mian (Motta di Livenza, 13 ottobre 1970) è un ex cestista e allenatore di pallacanestro italiano.

## Carriera
Playmaker cresciuto nel vivaio del Basket Oderzo e successivamente in quello della Benetton Pallacanestro Treviso. Con i verdi di Marca ha vinto un titolo italiano nel 1992. Oltre che con la Benetton, ha militato con l'Auxilium Torino e la Mens Sana Siena mentre è stato uno dei primi italiani ad usufruire della Legge Bosman, militando nell'Antibes, nella prima serie francese. Gli ultimi anni di carriera ha giocato con squadre del torneo cadetto. Ha iniziato la carriera da allenatore con le squadre giovanili della Benetton. Ha allenato dalla stagione 2017/2018 alla 2022/2023 la Rucker Sanve, squadra di San Vendemiano militante in Serie B, con la quale ha raggiunto più volte lo storico risultato dei playoff, è il primo allenatore a riuscirci con la formazione trevigiana.

## Palmarès
- Campionato italiano: 1

Pall. Treviso: 1991-92
- Coppa Italia: 1

Pall. Treviso: 1993